# ジャック・カーリイ
ジャック・カーリイ（Jack Kerley）は、アメリカ合衆国の小説家。男性。ケンタッキー州ニューポート生まれ。同地に在住。
コピーライターとして20年以上働いたのち、2004年に『百番目の男』でミステリー作家としてデビュー。デビュー以来、アラバマ州の実在の都市・モビール市を舞台にしたミステリー小説を書き続けている。
ミステリーを好むようになったきっかけは少年時代に読んだレスリー・チャータリスのセイント・シリーズで、ほかにジョン・D・マクドナルドのトラヴィス・マッギー・シリーズなどを好んでいる。

## 日本語訳作品
- 百番目の男 （訳：三角和代、文春文庫、2005年4月） (The Hundredth Man (2004)) ISBN 978-4167661960
- デス・コレクターズ （訳：三角和代、文春文庫、2006年12月） (The Death Collectors (2005)) - 解説：福井健太 ISBN 978-4167705404
- 毒蛇の園 （訳：三角和代、文春文庫、2009年8月） (A Garden of Vipers (2006)) - 解説：法月綸太郎 ISBN 978-4167705770
- ブラッド・ブラザー （訳：三角和代、文春文庫、2011年9月） (Blood Brother (2008)) - 解説：川出正樹 ISBN 978-4167705961
- イン・ザ・ブラッド （訳：三角和代、文春文庫、2013年10月） (In the Blood (2009)) - 解説：酒井貞道 ISBN 978-4167812256
- 髑髏の檻（訳：三角和代、文春文庫、2015年8月） (Buried Alive (2010)) - 解説：千街晶之 ISBN 978-4167904340
- キリング・ゲーム（訳：三角和代、文春文庫、2017年10月）(The Killing Game (2013))

## 日本での評価
- 百番目の男
  - このミステリーがすごい! 第6位、文庫翻訳ミステリー・ベスト10 第6位、週刊文春ミステリーベスト10 第6位
- デス・コレクターズ
  - このミステリーがすごい! 第7位、文庫翻訳ミステリー・ベスト10 第9位
  - 2010年6月、本格ミステリ作家クラブ設立10周年記念事業として行われた「海外優秀本格ミステリ顕彰」で、2000年-2009年の10年間に翻訳されたミステリの中の最優秀作に選ばれた[1]
- ブラッド・ブラザー
  - このミステリーがすごい! 第6位、文庫翻訳ミステリー・ベスト10 第4位、週刊文春ミステリーベスト10 第5位、本格ミステリ・ベスト10 第2位、ミステリが読みたい! 第6位

## 著作リスト
1. The Hundredth Man (2004) （百番目の男）
2. The Death Collectors (2005) （デス・コレクターズ）
3. A Garden of Vipers (2006) （毒蛇の園） - イギリス版タイトル：The Broken Souls
4. Blood Brother (2008) （ブラッド・ブラザー）
5. In the Blood (2009) （イン・ザ・ブラッド）
6. Little Girls Lost (2009) ISBN 978-0007342280
7. Buried Alive (2010) （髑髏の檻）
8. Her Last Scream (2011) ISBN 978-0007384341
9. The Killing Game (2013) （キリング・ゲーム）
10. The Death Box (2013) ISBN 978-0007493654
11. The Memory Killer (2014)
12. The Apostle (2014)
13. The Death File (2017)